# فرودگاه دایواکا
فرودگاه دایواکا (به انگلیسی: Divača Airport) (به زبان بومی: Letališče Divača) یک فرودگاه همگانی در کشور اسلوونیاست که یک باند فرود چمن دارد و طول باند آن ۸۰۰ متر است. این فرودگاه در ارتفاع ۴۳۲ متری از سطح دریا واقع شده‌است.